# Línia 8 (Rodalies Madrid)
La línia C-8 de Rodalies Madrid amb les seves dos ramificacions recorre més de 80 km a la zona nord-est de la Comunitat de Madrid entre les estacions d'Atocha i l'Escorial o Cercedilla, separanse ambdós rutes a l'estació de Villalba.